# الجوف آل السعيدي (لودر)

تعديل مصدري - تعديل

الجوف آل السعيدي هي إحدى قرى عزلة زارة بمديرية لودر التابعة لمحافظة أبين، بلغ تعداد سكانها 99 نسمة حسب تعداد اليمن لعام 2004.